# 38.º distrito congresional de Texas
El 38.º distrito congresional de Texas será un nuevo distrito en la Cámara de Representantes de los Estados Unidos que cubrirá partes del condado de Harris. Incluirá los suburbios de Houston, Jersey Village, Cypress, Tomball, Katy, y Klein.
El distrito se creó en la redistribución de distritos después del censo de 2020, donde Texas ganó dos escaños en la Cámara. El 38.º distrito se disputará por primera vez en las elecciones a la Cámara de 2022, enviando a un miembro al 118.º Congreso de los Estados Unidos. Dan Crenshaw, quien actualmente representa al 2.º distrito, vivía dentro de los límites del nuevo distrito.